# Форт-14
Форт-14 — самозарядний пістолет під набої калібру 9×18 мм ПМ або 9×19 мм Luger виробництва КП НВО «Форт» МВС України, призначений для ураження живої сили противника на відстані до 50 м.

## Історія
На початку XXI століття в НВО «Форт» МВС України як більш потужної та точної альтернативи пістолету Форт-12 був розроблений пістолет Форт-14. Спочатку пістолет Форт-14 розроблявся під патрон 9×19 Parabellum, та мав схему автоматики з рухомим стволом на зразок FN Browning High Power, проте надалі було прийнято рішення про переведення цього пістолета на боєприпаси 9×18 ПМ, для якого схема з жорстким закриванням ствола не потрібна. Тому пістолет Форт-14 отримав нерухомий ствол, що кріпиться до рамки за допомогою осі затворної затримки і знімається при розбиранні зброї. З 2003 року пістолети Форт-14 почали надходити на озброєння правоохоронних органів України.
На базі пістолета Форт-14 був розроблений «тактичний комплекс» Форт-14ТП, що складається з модифікованого пістолета Форт-14 з подовженим стволом і рамкою з інтегральними напрямними під стволом. У передній частині ствола пістолета Форт-14ТП, що виступає вперед за кожух-затвор, виконана різьба для встановлення фірмового глушника, на напрямні на рамці може ставитися ліхтар або лазерний цілевказівник.
Зокрема, виробник пропонує пристрій ПЗРЗП-032 для зниження рівня звуку пострілу при стрільбі з пістолетів калібру 9-mm Luger. Входить до тактичного пістолетного комплексу у складі пістолета «Форт-14ПП», глушника ПЗРЗП-032 та тактичного ліхтаря «ЛТ-6А».

## Опис
Пістолет Форт-14 побудований на основі автоматики з вільним затвором. Через те, що спочатку в ньому планувалося використовувати схему автоматики з коротким ходом ствола і його жорстким закриванням в момент пострілу, пістолет зберіг типові для такої схеми розташування зворотної пружини під стволом і ствол, який легко відокремлюється. В порівнянні з пістолетом Форт-12 пістолет отримав довший ствол, магазин великої місткості, що позитивно позначилося на ефективності бойової зброї. Також як і Форт-12, Форт-14 виконаний повністю зі сталі. Запобіжні пристрої включають автоматичне блокування ударника при не натиснутому спусковому гачку, а також розташований на затворі ручний запобіжник, що дозволяє заблокувати ударно-спусковий механізм як зі зведеним, так і з спущеним курком. Як й у пістолета Форт-12, пристрої для безпечного спуску курка з бойового зводу в конструкції не передбачено. Магазини дворядний, заскочка магазина розташована в основі спускові скоби. Штатні прицільні пристосування нерегульовані, цілик встановлений в поперечному пазу типу «Ластівчин хвіст».

## Порядок розбору пістолета
Порядок розбору пістолета Форт-14 такий самий, як у моделях Форт-12 і Форт-17:

### Неповний розбір
1. Вилучити магазин з руків'я.
2. Зняти затворну затримку.
3. Відділити затвор від рамки.
4. Зняти напрямну зі зворотними пружинами.

### Повний розбір
1. Провести неповний розбір пістолета.
2. Зняти руків'я.
3. Зняти упор і вилучити бойову пружину з важелем.
4. Вийняти відбивач і курок з рамки.
5. Вийняти спусковий гачок з тягою.
6. Вийняти затримку магазина.
7. Зняти запобіжник і вилучити ударник з пружиною.
8. Розібрати магазин.

Порядок складання пістолета проводити у зворотній послідовності.

## Модифікації
- Форт-14 — базова модель пістолета.
- Форт-14ПП — розроблений для стрільби патронами 9×19 Luger.
- Форт-14ТП — тактичний пістолетний комплекс, що складається з пістолета з рамкою з інтегральними напрямними під стволом, чотирьох магазинів збільшеної місткості, глушника зі спеціальним подовженим стволом (комплект Форт-4), тактичного ліхтаря (Форт-ЛТ6) або лазерного вказівника цілі, пристроїв холостих пострілів для тренувальних вправ.
- Форт-14Р — травматичний пістолет калібру 9 мм Р. А., призначений для самооборони цивільного населення. Завдяки подовженому стволу та збільшеній лінії прицілювання, а також масивності Форт-14Р забезпечує достатню точність навіть при інтенсивній стрільбі, а металева рамка надає додаткову жорсткість конструкції та підвищує ресурс експлуатації пістолета.
- Форт-14Т — газовий пістолет з можливістю стрільби патронами травматичної дії калібру 9 мм Р. А. Конструктивною особливістю пістолета є наявність перегородок в каналі ствола.
- Беркут — спортивний пістолет, розроблений на основі бойового пістолета Форт-14, оснащений регульованими прицільними пристроями та пристроєм для гасіння спалаху і відповідає всім вимогам Міжнародної Конфедерації Практичної Стрільби.

## Поширення
- Україна: стоїть на озброєнні окремих спецпідрозділів МВС та спецпідрозділу СБУ «Альфа».

## Маркування
Гравіювання на пістолетах може виконуватися українською, російською та англійською мовами.
На лівому боці затвора стоїть емблема підприємства, що виробляє даний продукт, та напис «Форт-14 9×18 мм Вироблено в Україні». Заводський номер вказаний на правому боці затвора та рамки пістолетів.